# Guy Branum
Guy Branum (Marysville, 12 novembre 1975) è un attore, comico, sceneggiatore, produttore televisivo e autore televisivo statunitense, vincitori di un Premio Emmy.

## Biografia
Guy Branum è cresciuto a Yuba City, in California, da padre protestante e madre ebrea. Ha frequentato l'Università della California - Berkeley dal 1994 al 1998, dove si è laureato in storia e scienze politiche. Ha iniziato a scrivere per delle rubriche del Daily Californian, una delle quali portò i servizi segreti nel suo appartamento, in quanto l'Associated Press aveva riportato erroneamente parti del suo articolo, facendo intendere che avesse suggerito agli studenti di Berkeley di uccidere Chelsea Clinton. Successivamente, ha deciso di trasferirsi nel Minnesota, dove ha frequentato la facoltà di giurisprudenza presso l'Università del Minnesota. Dopo essere stato raccomandato dalla conduttrice televisiva Laura Swisher, Branum è stato assunto come autore per il programma televisivo Unscrewed with Martin Sargent. Successivamente, ha anche lavorato a Chelsea Lately, condotto da Chelsea Handler. Ha debuttato come attore al cinema con Amici, amanti e..., film del 2011 di Ivan Reitman. Nel 2024 ha vinto il Premio Emmy alla miglior serie commedia per aver prodotto Hacks.

## Vita privata
È dichiaratamente omosessuale.

## Filmografia

### Sceneggiatore
- Unscrewed with Martin Sargent - programma TV (2003)
- G4tv.com - serie TV, 173 episodi (2005)
- Chelsea Lately - programma TV, 306 episodi (2007-2010)
- Fashion Police - serie TV, 23 episodi (2012)
- Totally Biased with W. Kamau Bell - programma TV, 61 episodi (2013)
- Diario di una nerd superstar (Awkward) - serie TV, 20 episodi (2013)
- Another Period - serie TV, episodio 1x05 (2015)
- The Mindy Project - serie TV, 17 episodi (2016-2017)
- Connecting... - serie TV, episodio 1x02 (2020)
- Q-Force - serie animata, episodio 1x03 (2021)
- La pazza storia del mondo, Parte II (History of the World, Part II) - serie TV, 8 episodi (2023)
- Hacks - serie TV, episodio 3x04 (2024)

### Produttore

#### Cinema
- Bros, regia di Nicholas Stoller (2022)

#### Televisione
- G4tv.com - serie TV, 173 episodi (2005)
- Punk'd - programma TV, 12 episodi (2012)
- Who Gets the Last Laugh? - serie TV, episodio 1x01 (2013)
- The Mindy Project - serie TV, 10 episodi (2017)
- Talk Show the Game Show - programma TV, 21 episodi (2017-2018)
- Connecting... - serie TV, 8 episodi (2020)
- Q-Force - serie animata, episodio 1x01 (2021)
- The Other Two - serie TV, 10 episodi (2021)
- A League of Their Own - serie TV, 7 episodi (2022)
- Hacks - serie TV, 9 episodi (2024)

### Attore

#### Cinema
- Amici, amanti e... (No Strings Attached), regia di Ivan Reitman (2011)
- Bros, regia di Nicholas Stoller (2022)
- First Time Female Director, regia di Chelsea Peretti (2023)

#### Televisione
- Partners - serie TV, 2 episodi (2012)
- Black Box - serie TV, 7 episodi (2013)
- Not Looking - serie TV, 2 episodi (2014)
- Gay of Thrones - serie TV, episodio 5x02 (2017)
- The Mindy Project - serie TV, 2 episodi (2017)
- Hacks - serie TV, 2 episodi (2021-2024)
- La pazza storia del mondo, Parte II (History of the World, Part II) - serie TV, 2 episodi (2023)
- Platonic - serie TV, 8 episodi (2023)

#### Cortometraggi
- Hard Sell, regia di Casey Christensen (2012)
- The Whizz, regia di Janessa Joffe (2016)
- Floss, regia di Zack Bornstein (2020)
- Nonfiction, regia di Madison St. James (2022)

### Doppiatore
- Q-Force - serie animata, 2 episodi (2021)

## Riconoscimenti
- Premio Emmy
  - 2024 - Miglior serie commedia per Hacks